# فهرست کشورها بر پایه تولید نفت
این فهرست کشورها بر پایه تولید نفت بر اساس آمار اداره اطلاعات انرژی ایالات متحده آمریکا. و دپارتمان امور اقتصادی و اجتماعی ملل متحد در سال ۲۰۲۰ می‌باشد.
توجه داشته باشید که این آمار، اشاره به تولید تعداد بشکه نفت خام در هر روز دارد. عملیات حفاری استخراج شده، نباید با عرضه نفت اشتباه گرفته شود، که اغلب اشاره به بازار در دسترس بودن انواع مختلف از نفت و میعانات ان (مانند گاز طبیعی و سوخت اتانول)، دارد.

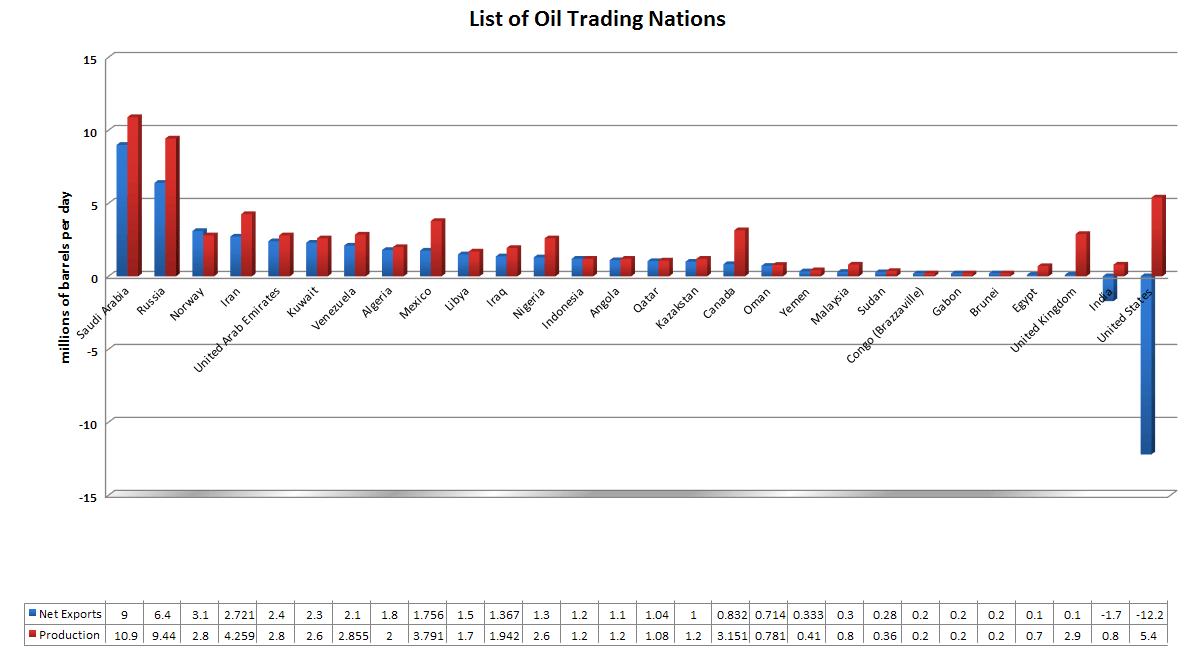
نمودار تولید خالص صادرات، نفت کشورها (جهت بزرگنمایی کلیک کنید)

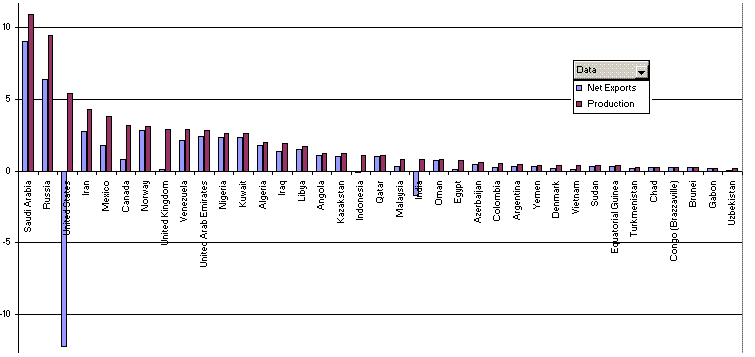
نمودار تولید نفت کشورها به سفارش تولید ناخالص (جهت بزرگنمایی کلیک کنید)

نمودار تولید نفت خام (جهت بزرگنمایی کلیک کنید)

| رتبه | کشور                     | تولید نفت (بشکه/روز) | سرانه تولید نفت (بشکه/روز/میلیون نفر) |
| ---- | ------------------------ | -------------------- | ------------------------------------- |
| -    | تولید جهان               | ۸۰٬۶۲۲٬۰۰۰           | ۱۰٬۷۹۸                                |
| ۰۱   | ایالات متحده آمریکا      | ۱۲٬۲۴۸٬۰۰۰           | ۳۵٬۹۲۲                                |
| ۰۲   | روسیه                    | ۱۰٬۲۷۰٬۰۰۰           | ۷۳٬۲۹۲                                |
| ۰۳   | عربستان سعودی (اوپک)     | ۸٬۳۰۰٬۰۰۰            | ۳۲۴٬۸۶۶                               |
| ۰۴   | عراق (اوپک)              | ۴٬۴۵۱٬۵۱۶            | ۱۱۹٬۶۶۴                               |
| ۰۵   | چین                      | ۳٬۹۸۰٬۶۵۰            | ۲٬۸۳۶                                 |
| ۰۶   | کانادا                   | ۳٬۶۶۲٬۶۹۴            | ۱۰۰٬۹۳۱                               |
| ۰۷   | امارات متحده عربی (اوپک) | ۳٬۱۰۶٬۰۷۷            | ۳۳۵٬۱۰۳                               |
| ۰۸   | کویت (اوپک)              | ۲٬۹۲۳٬۸۲۵            | ۷۲۱٬۵۷۵                               |
| ۰۹   | هند                      | ۲٬۵۱۵٬۴۵۹            | ۵۵۴                                   |
| ۱۰   | ایران (اوپک)             | ۲٬۳۹۰٬۰۰۰            | ۴۹٬۷۱۴                                |
| ۱۱   | مکزیک                    | ۲٬۱۸۶٬۸۷۷            | ۱۷٬۱۴۲                                |
| ۱۲   | نیجریه (اوپک)            | ۱٬۹۹۹٬۸۸۵            | ۱۰٬۷۵۲                                |
| ۱۳   | آنگولا (اوپک)            | ۱٬۷۶۹٬۶۱۵            | ۶۱٬۴۱۷                                |
| ۱۴   | نروژ                     | ۱٬۶۴۷٬۹۷۵            | ۳۱۳٬۶۶۱                               |
| ۱۵   | قزاقستان                 | ۱٬۵۹۵٬۱۹۹            | ۸۸٬۶۸۶                                |
| ۱۶   | قطر                      | ۱٬۵۲۲٬۹۰۲            | ۵۰۰٬۰۰۰                               |
| ۱۷   | الجزایر (اوپک)           | ۱٬۳۴۸٬۳۶۱            | ۳۳٬۲۰۵                                |
| ۱۸   | عمان                     | ۱٬۰۰۶٬۸۴۱            | ۲۱۷٬۱۷۸                               |
| ۱۹   | لیبی (اوپک)              | ۱٬۰۰۳٬۰۰۰            | ۱۵۹٬۳۸۳                               |
| ۲۰   | بریتانیا                 | ۹۳۹٬۷۶۰              | ۱۴٬۲۸۴                                |
| ۲۱   | ونزوئلا (اوپک)           | ۲٬۲۷۶٬۹۶۷            | ۶۹٬۹۱۴                                |
| ۲۲   | کلمبیا                   | ۸۹۷٬۷۸۴              | ۱۸٬۴۵۲                                |
| ۲۳   | اندونزی                  | ۸۳۳٬۶۶۷              | ۳٬۱۹۲                                 |
| ۲۴   | جمهوری آذربایجان         | ۸۳۳٬۵۳۸              | ۸۵٬۷۱۰                                |
| ۲۵   | برزیل                    | ۷۱۵٬۴۵۹              | ۱۲٬۱۱۳                                |
| ۲۶   | مالزی                    | ۶۶۱٬۲۴۰              | ۲۱٬۲۰۲                                |
| ۲۷   | اکوادور (اوپک)           | ۵۴۸٬۴۲۱              | ۳۳٬۴۷۰                                |
| ۲۸   | آرژانتین                 | ۵۱۰٬۵۶۰              | ۱۱٬۶۴۴                                |
| ۲۹   | رومانی                   | ۵۰۴٬۰۰۰              | ۲۵٬۴۶۹                                |
| ۳۰   | مصر                      | ۴۹۰٬۰۰۰              | ۵٬۱۶۶                                 |
| ۳۱   | جمهوری کنگو (اوپک)       | ۳۰۸٬۳۶۳              | ۶۰٬۱۶۸                                |
| ۳۲   | ویتنام                   | ۳۰۱٬۸۵۰              | ۳٬۱۹۴                                 |
| ۳۳   | استرالیا                 | ۲۸۹٬۷۴۹              | ۱۲٬۰۱۰                                |
| ۳۴   | تایلند                   | ۲۵۷٬۵۲۵              | ۳٬۶۶۷                                 |
| ۳۵   | سودان و سودان جنوبی      | ۲۵۵٬۰۰۰              | ۴٬۹۳۲                                 |
| ۳۶   | ترکمنستان                | ۲۳۰٬۷۷۹              | ۴۰٬۷۵۹                                |
| ۳۷   | گینه استوایی (اوپک)      | ۲۲۷٬۰۰۰              | ۱۲۵٬۰۶۸                               |
| ۳۸   | گابن (اوپک)              | ۲۱۰٬۸۲۰              | ۱۰۶٬۵۲۸                               |
| ۳۹   | دانمارک                  | ۱۴۰٬۶۳۷              | ۲۴٬۳۶۹                                |
| ۴۰   | چاد                      | ۱۱۰٬۱۵۶              | ۷٬۳۹۳                                 |
| ۴۱   | برونئی                   | ۱۰۹٬۱۱۷              | ۲۵۷٬۹۵۹                               |
| ۴۲   | غنا                      | ۱۰۰٬۵۴۹              | ۳٬۵۶۴                                 |
| ۴۳   | کامرون                   | ۹۳٬۲۰۵               | ۳٬۹۸۳                                 |
| ۴۴   | پاکستان                  | ۸۰٬۰۰۰               | ۴۰۰                                   |
| ۴۵   | ایتالیا                  | ۷۰٬۶۷۵               | ۱٬۱۸۹                                 |
| ۴۶   | تیمور شرقی               | ۶۰٬۶۶۱               | ۴۷٬۸۳۹                                |
| ۴۷   | ترینیداد و توباگو        | ۶۰٬۰۹۰               | ۴۴٬۰۵۴                                |
| ۵۱٫۵ | بحرین                    | ۴۰٬۰۰۰               | ۳۶٬۰۰۰                                |
| ۴۸   | بولیوی                   | ۵۸٬۰۷۷               | ۵٬۳۳۴                                 |
| ۴۹   | پاپوآ گینه نو            | ۵۶٬۶۶۷               | ۷٬۰۱۳                                 |
| ۵۰   | ازبکستان                 | ۵۲٬۹۱۳               | ۱٬۶۸۲                                 |
| ۵۱٫۵ | کوبا                     | ۵۰٬۰۰۰               | ۴٬۳۵۷                                 |
| ۵۳   | ترکیه                    | ۴۹٬۴۹۷               | ۶۲۲                                   |
| ۵۴   | تونس                     | ۴۸٬۷۵۷               | ۴٬۲۷۵                                 |
| ۵۵   | آلمان                    | ۴۶٬۸۳۹               | ۵۷۱                                   |
| ۵۶   | پرو                      | ۴۰٬۲۶۶               | ۱٬۲۶۷                                 |
| ۵۷   | نیوزیلند                 | ۳۵٬۵۷۴               | ۷٬۶۳۳                                 |
| ۵۸   | اوکراین                  | ۳۱٬۹۸۹               | ۷۲۰                                   |
| ۵۹٫۵ | ساحل عاج                 | ۳۰٬۰۰۰               | ۱٬۲۶۵                                 |
| ۵۹٫۵ | سوریه                    | ۳۰٬۰۰۰               | ۱٬۶۲۷                                 |
| ۶۱   | بلاروس                   | ۲۵٬۰۰۰               | ۲٬۶۳۷                                 |
| ۶۲   | مغولستان                 | ۲۳٬۴۲۶               | ۷٬۷۳۹                                 |
| ۶۳   | آلبانی                   | ۲۲٬۹۱۵               | ۷٬۹۰۱                                 |
| ۶۴   | یمن                      | ۲۲٬۰۰۰               | ۷۹۷                                   |
| ۶۵   | لهستان                   | ۲۰٬۱۰۴               | ۵۲۵                                   |
| ۶۷   | جمهوری دموکراتیک کنگو    | ۲۰٬۰۰۰               | ۲۵۴                                   |
| ۶۷   | فیلیپین                  | ۲۰٬۰۰۰               | ۱۹۳                                   |
| ۶۷   | صربستان                  | ۲۰٬۰۰۰               | ۲٬۲۷۲                                 |
| ۶۹   | هلند                     | ۱۸٬۰۸۷               | ۱٬۰۷۰                                 |
| ۷۰   | سورینام                  | ۱۷٬۰۰۰               | ۳۰٬۴۶۵                                |
| ۷۱   | فرانسه                   | ۱۶٬۴۱۸               | ۲۵۳                                   |
| ۷۲   | اتریش                    | ۱۵٬۱۶۱               | ۱٬۷۴۲                                 |
| ۷۳   | میانمار                  | ۱۵٬۰۰۰               | ۲۸۴                                   |
| ۷۴   | مجارستان                 | ۱۳٬۸۳۳               | ۱٬۴۲۶                                 |
| ۷۵   | کرواسی                   | ۱۳٬۵۸۲               | ۳٬۲۲۳                                 |
| ۷۶   | نیجر                     | ۱۳٬۰۰۰               | ۶۳۱                                   |
| ۷۷   | گواتمالا                 | ۸٬۹۷۷                | ۵۴۴                                   |
| ۷۸   | موریتانی                 | ۵٬۰۰۰                | ۱٬۱۶۲                                 |
| ۷۹   | شیلی                     | ۴٬۴۲۳                | ۲۴۷                                   |
| ۸۰   | بنگلادش                  | ۴٬۱۸۹                | ۲۵                                    |
| ۸۱   | ژاپن                     | ۳٬۹۱۸                | ۳۰                                    |
| ۸۲   | یونان                    | ۳٬۱۷۲                | ۲۸۵                                   |
| ۸۳   | اسپانیا                  | ۲٬۶۶۷                | ۵۷                                    |
| ۸۴   | جمهوری چک                | ۲٬۳۳۳                | ۲۲۰                                   |
| ۸۶   | بلیز                     | ۲٬۰۰۰                | ۵٬۴۶۴                                 |
| ۸۶   | لیتوانی                  | ۲٬۰۰۰                | ۶۸۹                                   |
| ۸۶   | آفریقای جنوبی            | ۲٬۰۰۰                | ۳۵                                    |
| ۸۹   | باربادوس                 | ۱٬۰۰۰                | ۳٬۵۲۱                                 |
| ۸۹   | بلغارستان                | ۱٬۰۰۰                | ۱۴۰                                   |
| ۸۹   | قرقیزستان                | ۱٬۰۰۰                | ۱۶۹                                   |
| ۹۱   | گرجستان                  | ۴۰۰                  | ۱۰۲                                   |
| ۹۲   | اسرائیل                  | ۳۹۰                  | ۴۷                                    |
| ۹۳   | اسلواکی                  | ۲۰۰                  | ۳۷                                    |
| ۹۴   | تایوان                   | ۱۹۶                  | ۸                                     |
| ۹۵   | تاجیکستان                | ۱۸۰                  | ۲۰                                    |
| ۹۶   | مراکش                    | ۱۶۰                  | ۴                                     |
| ۹۷   | اردن                     | ۲۲                   | ۲                                     |